# Besnaya - Bseineh
Besnaya - Bseineh (tiếng Ả Rập: بسنيا بسينة) là một ngôi làng Syria nằm ở Harem Nahiyah ở huyện Harem, Idlib. Theo Cục Thống kê Trung ương Syria (CBS), Besnaya - Bseineh có dân số 1034 trong cuộc điều tra dân số năm 2004.